# Батальйон поліції «Артемівськ»
Батальйон поліції «Артемівськ» — колишній батальйон патрульної служби міліції особливого призначення, створений у травні 2014 року на території Дніпропетровської області у структурі обласного управління внутрішніх справ. Розформований 5 жовтня 2015 року наказом МВС України, з відібраних бійців батальйону створено новий підрозділ швидкого реагування.

## Історія
Формування батальйону розпочалося 2 травня 2014 року на території Дніпровщини. Згідно з повідомленням відділу зв'язків з громадськістю Головного управлінням МВС України у Дніпропетровській області, основним завданням новостворюваного батальйону мало стати забезпечення громадського порядку на блокпостах у зоні проведення АТО на Донеччині, захист населення від сепаратистів та терористів, інших порушників порядку, а також виконання інших задач, які будуть визначатимуться керівництвом МВС України. До складу батальйону могли вступати мешканці будь-яких областей України, готові відстоювати територіальну цілісність держави, з повною середньою або вищою освітою, віком від 19 до 45 років, які пройшли службу у Збройних силах України та не мають судимості. Перевага віддавалася особам, які проходили дійсну стройову службу, мали хорошу фізичну підготовку та спортивні досягнення.
За твердженням міністра внутрішніх справ України Арсена Авакова станом на 5 червня 2014 року особовий склад батальйону було укомплектовано виключно мешканцями Донецької області.
5 жовтня 2015 року наказом МВС України батальйон патрульної служби міліції особливого призначення "Артемівськ" та рота "Туман" розформовані. З найкращих бійців, більшість з яких пройшли такі "гарячі точки" як Дебальцеве, створено новий окремий підрозділ швидкого реагування на екстрені ситуації. Головні завдання батальйону — участь в спецопераціях, припинення масових заворушень, негайне реагування на всі зміни оперативних обставин.

## Командир
На початку травня 2014 року командиром батальйону «Артемівськ» було призначено Костянтина Матейченка, який також обійняв посаду голови Краснолиманської районної державної адміністрації Донецької області.

## Діяльність
Після звільнення від терористів Красного Лиману, батальйон «Артемівськ» спільно зі зведеним загоном міліції розпочав патрулювання вулиць та несення служби у місті.
1 липня 2014 року батальйон разом з підрозділами Національної гвардії брав участь у звільненні від терористів села Закітне у Краснолиманському районі Донецької області та розпочав установлення блокпостів на підступах до Артемівського району Донеччини.
Увечері 4 липня 2014 року батальйон здійснив розвідувальний рейд до міста Бахмут, де знищив місцевий штаб терористів «ДНР».
6 липня бійці батальйону продовжували облаштування блокпостів навколо Артемівського району Донеччини.
27 липня 2014 року бійці батальйону звільнили селище Зайцеве Горлівської міськради.
30 липня 2014 року бійцями батальйону звільнено від терористів залізничну станцію Микитівка, блокпост Майорський і будівля ЖЕКу по вулиці Фадєєва, де був основний штаб представників незаконних збройних формувань в околицях Горлівки Донецької області. Над будівлею дільничного пункту міліції Микитівського райвідділку у Горлівці піднято державний прапор України.

## Втрати
- Кудрявцев Олексій Миколайович, рядовий міліції, загинув 14 липня 2014 року.
- Тіщенко Сергій Володимирович, рядовий міліції, загинув 11 серпня 2014 року.
- Леонченко Микита Сергійович, рядовий міліції, загинув 16 вересня 2014 року.
- Гукаленко Володимир Васильович, старший сержант міліції, загинув 1 листопада 2014 року.
- Стрєлець Дмитро Анатолійович, молодший сержант міліції, загинув 13 лютого 2015 року.
- Карпо Сергій Едуардович, молодший сержант міліції, загинув 13 лютого 2015 року.
- Лаговський Віктор Анатолійович, молодший сержант міліції, загинув 13 лютого 2015 року.